# 中島セナ
中島 セナ（なかじま せな、2006年2月17日 - ）は、日本のファッションモデル、女優。東京都出身。エトレンヌ所属。

## 人物・来歴
2017年、スカウトされモデル活動を始める。小学生ながら雑誌『COMMERCIAL PHOTO』や『POPEYE』の表紙に抜擢され注目を集める。以降、モード系ファッション雑誌のモデルを中心に活躍。
2018年、オムニバス映画『クソ野郎と美しき世界』のepisode.2「慎吾ちゃんと歌喰いの巻」でヒロイン・歌喰い役に抜擢され女優デビューを果たす。
2021年、新人女優の登竜門とされるポカリスエットのCMに起用され、翌2022年にも引き続きヒロインを演じた。

## 出演

### 映画
- クソ野郎と美しき世界 「episode.2 慎吾ちゃんと歌喰いの巻」（2018年4月6日） - 歌喰い 役[3]
- ウィーアーリトルゾンビーズ（2019年6月14日） - イクコ 役[6]
- 光を追いかけて（2021年10月1日） - 村上沙也加 役[7][8]
- あこがれの色彩（2024年5月10日） - 主演・結衣 役[9]
- ブルーピリオド（2024年8月9日） - 桑名マキ 役[10]
- 終点のあの子（2026年公開予定） - 主演・朱里 役（當真あみとダブル主演）[11]
- 災 劇場版（2026年公開予定） - 北川祐里 役[12]

### テレビドラマ
- 怖い絵本 season2「悪い本」（2021年3月26日、NHK Eテレ） - 出演と朗読[13]
- 特集ドラマ ももさんと7人のパパゲーノ（2022年8月20日、NHK総合）- 越智芽衣子 役[14]
- 災（2025年4月6日 - 、WOWOW） - 北川祐里 役[15]
- シリーズ・横溝正史短編集Ⅳ「金田一耕助、悔やむ」（NHK BSプレミアム4K、NHK BS）　『鏡の中の女』（2025年5月8日） - 河田由美 役
- 塀の中の美容室（2025年8月22日〈予定〉 - 、WOWOW） - 一井彩 役[16]

### WEBドラマ
- ワンダーハッチ -空飛ぶ竜の島-（ドイツ語版）（2023年12月20日-2024年1月24日、Disney+ Star） - 主演・ナギ 役（奥平大兼とのダブル主演）[17]

### CM
- 中外製薬（2017年 - ）
- 資生堂 HYPER TWICE MASCARA（2018年 - ）
- スポーツブル バーチャル高校野球 「栄冠よ」篇（2018年）[18]
- カネボウ化粧品　KANEBO 「I HOPE.」篇（2020年1月1日 - ） - ソフィア・ハジパンテリ、シェリー・シルバー、井手上漠と共演[19]
- 大塚製薬 ポカリスエット
  - 「でも君が見えた」篇（2021年4月9日 - ）[4]　
  - 「羽はいらない」篇（2022年4月 - ）[5]
- マイナビ「未来が見える世界をつくる。」篇（2023年7月19日 - ） - 木戸大聖と共演[20]

### ミュージックビデオ
- ミツメ『エスパー』（2017年12月20日）
- Aimer『眩いばかり』（2018年2月21日）
- the peggies『君のせい』（2018年11月7日）
- AI美空ひばり『あれから』（2019年12月23日）
- 米津玄師『カムパネルラ』（2020年8月5日）
- BUMP OF CHICKEN『Gravity』 (2020年9月10日)
- 原由子 『ヤバいね愛てえ奴は』（2022年8月17日）
- Vaundy 『まぶた』（2023年1月17日）
- りりあ。『愛とか。』（2025年4月10日）[21]
- RADWIMPS  『命題』 (2025年7月25日)

### その他
- ファッションブランドrurumu: 2020spring/summer collection ミューズ

## 書籍

### 掲載雑誌
- GINZA（マガジンハウス）
- SPUR（集英社）
- COMMERCIAL PHOTO（玄光社）
- 月刊BOB（髪書房）
- POPEYE（マガジンハウス）
- HAIR MODE（女性モード社）
- Casa BRUTUS（マガジンハウス）
- 装苑（文化出版局）
- FIGARO japon（CCCメディアハウス）